# Igrzyska Panamerykańskie 1991
XI Igrzyska Panamerykańskie odbyły się w stolicy Kuby, Hawanie w dniach 2–18 sierpnia 1991 r. W zawodach udział wzięło 5144 sportowców z 39 państw. Sportowcy rywalizowali w 329 konkurencjach w 31 sportach. Najwięcej medali zdobyli reprezentanci USA – 352. Klasyfikacje medalową wygrała Kuba 140 złotych medali przed USA 130 złotych medali.

## Państwa uczestniczące w igrzyskach
| - Argentyna - Antigua i Barbuda - Antyle Holenderskie - Aruba - Bahamy - Barbados - Belize - Bermudy - Boliwia - Brazylia - Brytyjskie Wyspy Dziewicze - Chile - Dominikana | - Ekwador - Grenada - Gujana - Gwatemala - Haiti - Honduras - Jamajka - Kajmany - Kanada - Kolumbia - Kostaryka - Kuba - Meksyk | - Nikaragua - Panama - Paragwaj - Peru - Portoryko - Saint Vincent i Grenadyny - Salwador - Stany Zjednoczone - Surinam - Trynidad i Tobago - Urugwaj - Wenezuela - Wyspy Dziewicze Stanów Zjednoczonych |

## Dyscypliny i rezultaty
| - Baseball (szczegóły) - Boks (szczegóły) - Gimnastyka (szczegóły) - Hokej na trawie (szczegóły) - Jeździectwo (szczegóły) - Judo (szczegóły) - Kajakarstwo (szczegóły) - Kolarstwo (szczegóły) - Koszykówka (szczegóły) - Kręgle (szczegóły) - Lekkoatletyka (szczegóły) - Łucznictwo (szczegóły) - Pięciobój nowoczesny (szczegóły) - Piłka nożna (szczegóły) - Piłka ręczna (szczegóły) - Piłka siatkowa (szczegóły) | - Piłka wodna (szczegóły) - Pływanie (szczegóły) - Pływanie synchroniczne (szczegóły) - Podnoszenie ciężarów (szczegóły) - Racquetball (szczegóły) - Softball (szczegóły) - Strzelectwo (szczegóły) - Szermierka (szczegóły) - Taekwondo (szczegóły) - Tenis ziemny (szczegóły) - Tenis stołowy (szczegóły) - Wioślarstwo (szczegóły) - Wrotkarstwo (szczegóły) - Zapasy (szczegóły) - Żeglarstwo (szczegóły) |

## Tabela medalowa
| Miejsce | Kraj                                 | Złoto | Srebro | Brąz | Razem |
| 1       | Kuba                                 | 140   | 62     | 63   | 265   |
| 2       | Stany Zjednoczone                    | 130   | 125    | 97   | 352   |
| 3       | Kanada                               | 22    | 46     | 59   | 127   |
| 4       | Brazylia                             | 21    | 21     | 37   | 79    |
| 5       | Meksyk                               | 14    | 32     | 38   | 75    |
| 6       | Argentyna                            | 11    | 15     | 29   | 55    |
| 7       | Kolumbia                             | 5     | 15     | 21   | 41    |
| 8       | Wenezuela                            | 4     | 14     | 20   | 38    |
| 9       | Portoryko                            | 3     | 13     | 11   | 27    |
| 10      | Chile                                | 2     | 1      | 7    | 10    |
| 11      | Jamajka                              | 2     | 1      | 5    | 8     |
| 12      | Surinam                              | 1     | 2      | 1    | 4     |
| 13      | Trynidad i Tobago                    | 1     | 1      | 0    | 2     |
| 14      | Kostaryka                            | 1     | 0      | 1    | 2     |
| 15      | Dominikana                           | 0     | 5      | 4    | 9     |
| 16      | Gwatemala                            | 0     | 1      | 5    | 6     |
| 17      | Nikaragua                            | 0     | 1      | 2    | 3     |
| 18      | Bahamy                               | 0     | 1      | 1    | 2     |
| 18      | Ekwador                              | 0     | 1      | 1    | 2     |
| 20      | Boliwia                              | 0     | 1      | 0    | 1     |
| 20      | Panama                               | 0     | 1      | 0    | 1     |
| 20      | Urugwaj                              | 0     | 1      | 0    | 1     |
| 23      | Trynidad i Tobago                    | 0     | 0      | 3    | 3     |
| 24      | Gujana                               | 0     | 0      | 2    | 2     |
| 24      | Wyspy Dziewicze Stanów Zjednoczonych | 0     | 0      | 2    | 2     |
| 26      | Haiti                                | 0     | 0      | 1    | 1     |